# Mijuki Janagitaová
Mijuki Janagitaová (japonsky 柳田 美幸, * 11. dubna 1981 Kanagawa) je bývalá japonská fotbalistka.

## Reprezentační kariéra
Za japonskou reprezentaci v letech 1997 až 2008 odehrála 91 reprezentačních utkání. Byla členkou japonské reprezentace i na Mistrovství světa ve fotbale žen 1999, 2003, 2007, Letních olympijských hrách 2004 a 2008.

## Statistiky
| Japonsko | Japonsko | Japonsko |
| Roky     | Záp.     | Góly     |
| -------- | -------- | -------- |
| 1997     | 3        | 2        |
| 1998     | 0        | 0        |
| 1999     | 7        | 0        |
| 2000     | 3        | 0        |
| 2001     | 1        | 0        |
| 2002     | 10       | 1        |
| 2003     | 3        | 0        |
| 2004     | 11       | 0        |
| 2005     | 9        | 3        |
| 2006     | 15       | 4        |
| 2007     | 14       | 1        |
| 2008     | 15       | 0        |
| Celkem   | 91       | 11       |

## Úspěchy

### Reprezentační
- Mistrovství Asie:  2001;  1997, 2008